# Ълстър
Вижте пояснителната страница за други значения на Ълстър.
Ъ̀лстър (на английски: Ulster; на ирландски: Cúige Uladh или Cúige Ulaidh, на ълстърски скотски език Ulstar) е една от четирите провинции на Ирландия и единствената провинция на Северна Ирландия. Разположена е в северната част на остров Ирландия. Площ 22067 km². Население 2 204 190 жители към 2016 г. Общият брой на областите в Ълстър е девет. Шест от деветте области на Ълстър са на територията на Северна Ирландия. Най-големият град в провинцията е Белфаст.

## Графства на Северна Ирландия
- Антрим
- Арма
- Даун
- Лъндъндери
- Тайроун
- Фърмана

## Области на Република Ирландия
- Каван
- Донигал
- Монахан